# Kritou Tera
Kritou Tera oder Kritou Terra (griechisch Κρήτου Τέρρα, türkisch Giritutera) ist eine Gemeinde im Bezirk Paphos in der Republik Zypern. Bei der Volkszählung im Jahr 2021 hatte sie 68 Einwohner.
Im Dorf befinden sich die Kirchen Panagia Chryseleousa und Agia Ekaterini.

## Name
Jack C. Goodwin vermutet, dass der erste Teil, Kritou, von Erokratos abgeleitet ist, was so viel wie „Richter der Liebe“ bedeutet, und der zweite Teil, Terra, eine zyperngriechische Verwendung des lateinischen Wortes für „Land“ zu sein scheint. Die Zyperntürken nannten das Dorf immer Giritutera und nahmen nie einen alternativen Namen an.

## Lage und Umgebung

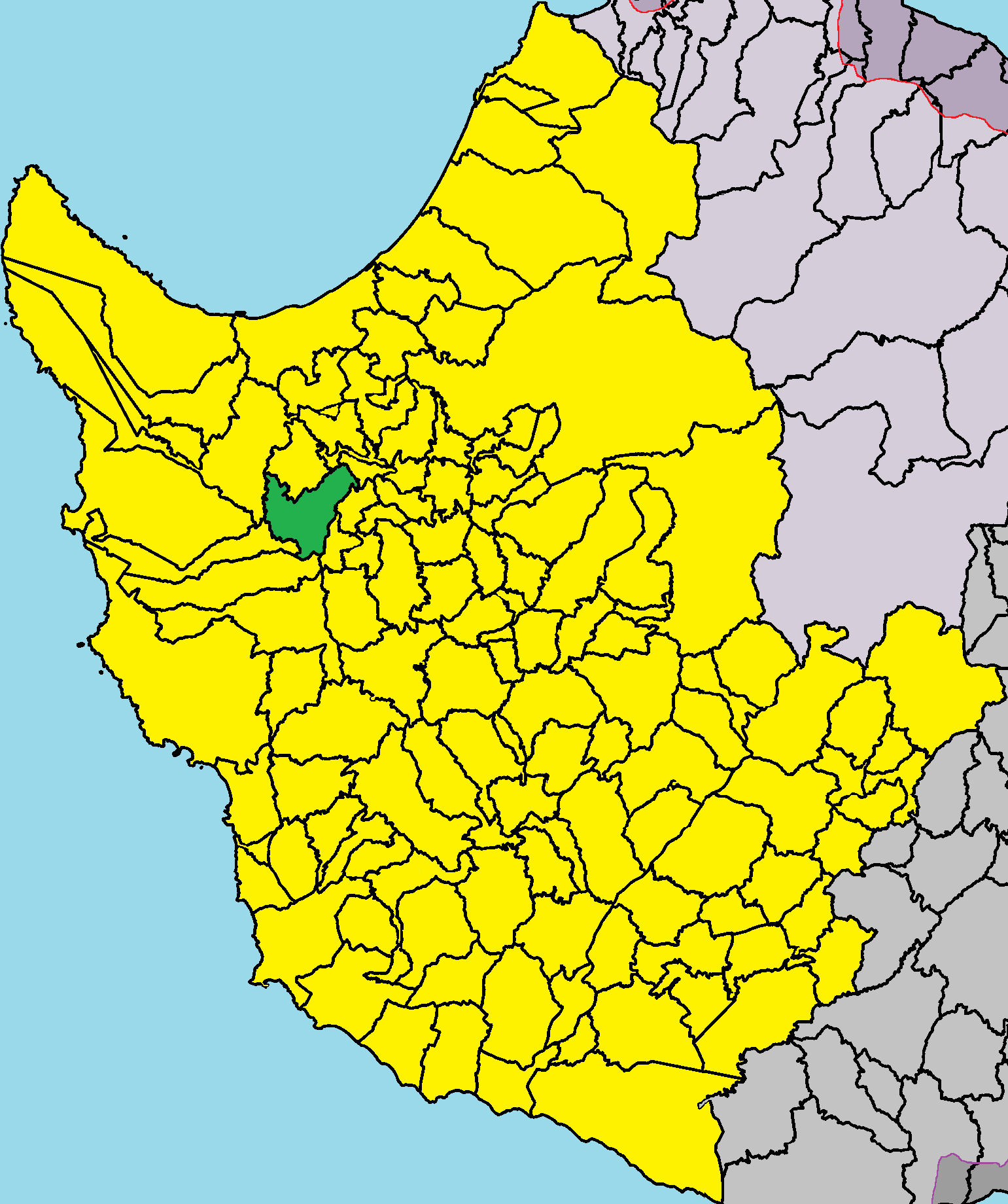
Lage im Bezirk Paphos

Kritou Tera liegt im Westen der Mittelmeerinsel Zypern auf einer Höhe von etwa 455 Metern, etwa 32 Kilometer nördlich von Paphos, 93 Kilometer nordwestlich von Limassol und 141 Kilometer südwestlich von Nikosia. Das 10,2436 Quadratkilometer große Dorf grenzt im Norden an Tera und Choli, im Osten an Skoulli, Kato Akourdalia und Pano Akourdalia, im Süden an Pano Arodes und Kato Arodes und im Westen an Drousia. Das Dorf kann über Abzweige der Straßen B7 und E709 erreicht werden.

## Geschichte
Kritou Tera existierte seit fränkischer Zeit und vielleicht auch seit der byzantinischen Zeit. Die fränkischen Besetzung kennzeichnete das Dorf mit der Hinzufügung des Wortes Terra zu seinem Namen Kritou. Der Anbau fällt in die Anfangsjahre der fränkischen Herrschaft, als die Feudalherren das Dorf zu einem Lehen machten. Die Existenz in byzantinischer Zeit wird durch die Verbindung des Dorfnamens mit dem Feudalherrn und wahrscheinlich auch seinem erster Siedler Erotokritos begründet.

### Bevölkerungsentwicklung
Kritou Terra war bis 1964 ein gemischtes Dorf mit zyperngriechischer Mehrheit. Aufgrund des interkommunalen Konflikts Ende 1963, flohen im Januar 1964 alle Zyperntürken aus dem Dorf und suchten Zuflucht in Tera. Dort blieben sie bis zum 12. August 1975 und wurden dann unter der UNFICYP-Eskorte evakuiert und nach Nordzypern verlegt.
Die folgende Tabelle zeigt die Bevölkerung des Dorfes, wie sie in den in Zypern durchgeführten Volkszählungen erfasst wurde.
| Jahr      | 1881 | 1891 | 1901 | 1911 | 1921 | 1931 | 1946 | 1960 | 1976 | 1982 | 1992 | 2001 | 2011 | 2021 |
| Einwohner | 555  | 548  | 617  | 696  | 624  | 526  | 648  | 518  | 316  | 245  | 164  | 92   | 86   | 68   |